# 플라네르나야역
플라네르나야역(러시아어: Планерная)은 모스크바 지하철 타간스코 크라스노프레스넨스카야 선의 북서쪽 시종착역이다.

## 역사
플라네르나야 역은 1975년 12월 30일에 개장하였다.

## 위치
플라네르나야 역은 모스크바 세베르노예 투시노 지역의 플라네르나야 거리에 위치한다. 이 역은 1978년 칼루시스코 리시스카야 선의 메드베드코보 역 구간이 개통되기 전까지는 모스크바 메트로에서 최북단 역이었다. 역의 북쪽에는 플라네르노예 차량기지가 위치하며, 타간스코 크라스노프레스넨스카야 선의 연장 개통과 함께 개장하였다.

## 설계
건축가 트레닌이 창작한 것으로 하얀 대리석으로 기둥과 검은 화강암으로 바닥을 마주보게 하였고 역의 벽은 흰색, 파란색, 회색, 노란색조로 형성하여 기하학적 무늬로 장식되어 있다. 이것은 역에 매우 밝은 모습을 연출시킨다.

## 사진

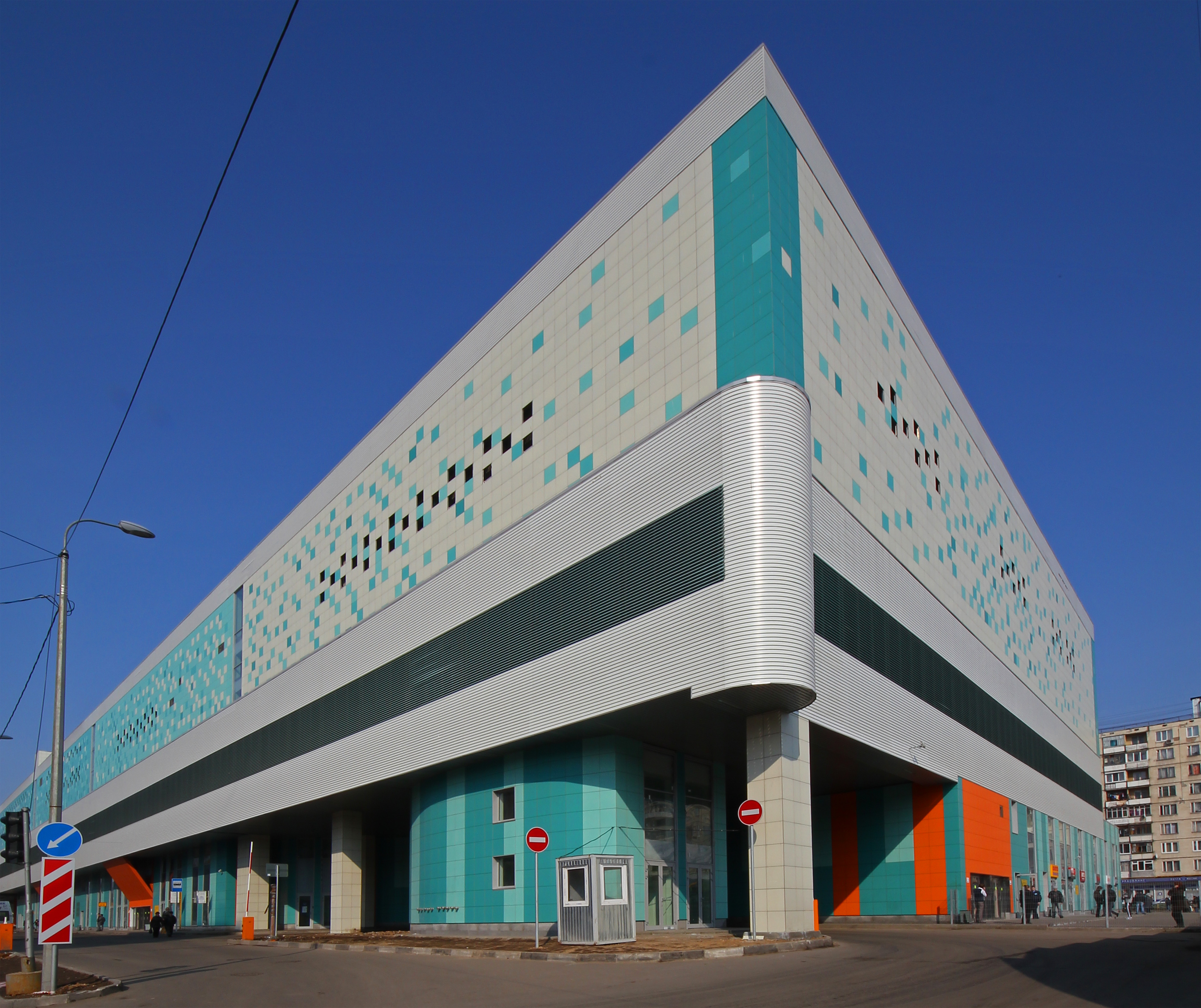
역과 인접한 플라네르나야 버스터미널
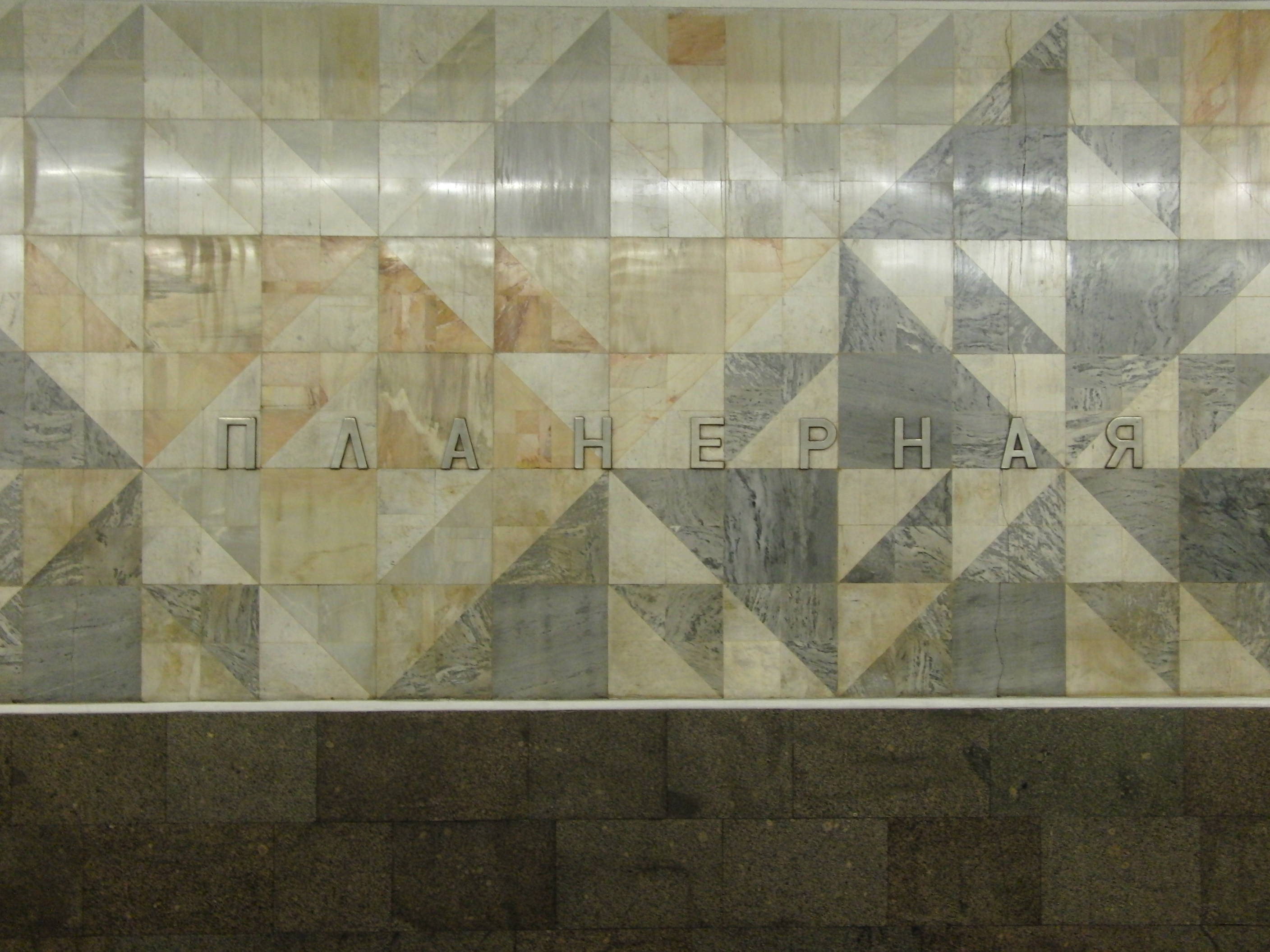
역명판

## 같이 보기
- (러시아어) metro.ru